# 回憶有罪
《回憶有罪》是香港組合達明一派為六四事件三十週年所創作的紀念歌曲，於2019年5月推出。由劉以達作曲、林夕填詞、梁基爵編曲，黃耀明主音。因為推出時間敏感，歌詞非常直接，甫面世便引起廣泛報導，備受熱論，而且旋即登上iTunes音樂榜冠軍位置。
黃耀明曾在多個政治相關場合演唱此曲。

## 創作及發行背景
繼1990年的專輯《神經》後，達明一派在六四事件三十周年再創作六四歌曲。5月18日，黃耀明在香港記者協會周年晚宴首次演唱並呼籲人們參加6月9日的反對逃犯條例遊行，5月27日派送各電台播放，5月30日上架ITunes並登上冠軍。黃耀明曾於臉書發文謂「無謂連累街坊和親戚朋友，我們就決定自己發行這首歌。」，所以發行商不是黃耀明和達明一派有合作關係的環球唱片。及後黃耀明在六四卅周年燭光晚會和六月九日的反送中大遊行演唱此曲。

## 後續
2020年，香港警方以維園六四燭光晚會違反限制聚會緊急情況規例條例令為由向主辦方發出反對通知書；同時中國全國人民代表大會通過《國安法》在香港的立法決定。為此黃耀明在6月3日舉行名為「回憶有罪？」的臉書現場表演會，期間回放他在2019年六四晚會演唱此曲的片段，並表達對香港自由人權狀況的憂慮。林夕則在預錄的短片中說歌詞第二句原作「願望未實踐便沉掉」；「願望」非指平反六四，而是「希望有日公義可以還歷史真相」。

## 歌曲特徵
《回憶有罪》的編曲和歌詞被指回應《神經》裡的《天問》，屬緩拍的電幻曲風（一說合成器流行），並突顯合成器模仿的嗩吶與古箏，歌詞則道出中共在天安門大屠殺後，自由不斷收窄，最終連悼念亦有罪，引申了雨傘革命等香港相關的政治大事。

## 音樂錄影帶
官方音樂錄影帶以3D線框稿製作，於5月31日上線蘋果日報及Youtube。MV大膽地用「查閱8964」後為「ERROR 404」來表示中共當權者不斷試圖隱藏六四清場的歷史真相，並重現坦克人「王維林」面向坦克車、雨傘運動時眾人舉傘等畫面。

## 香港音樂流行榜成績
| 18（19年第24周：06/06/2019 - 12/06/2019） | - | - | - |

#### 爭議
據網民統計，《回憶有罪》推出首周（19年第23周）在商業電台頻道叱咤903共播放14次，但播放率高企下，此曲仍登不上周榜（商台曾聲稱上榜標準為播放率前20名），使該台被質疑是否自我審查。此歌最後於第24周登上第18位。

## 外部連結
- YouTube上的達明一派《回憶有罪》官方MV

### 現場演繹
- 【六四三十】黃耀明首次維園晚會獻唱《回憶有罪》（页面存档备份，存于）
- 【69反送中大遊行】黃耀明，何韻詩片段（9/6/2019）（页面存档备份，存于）

### 評論文章
- 洛楓. . 虛詞. 2019-06-07  [2020-02-01]. （原始内容存档于2020-02-01）.
- 區家麟. . 香港獨立媒體網. 2019-05-23  [2019-06-05]. （原始内容存档于2019-06-05）.

### 報導
- . 大紀元 www.epochtimes.com. 3 June 2019  [5 June 2019]. （原始内容存档于2019-06-06）.